# Tom Mueller
Pour les articles homonymes, voir Mueller.
Tom Mueller est un ingénieur américain né à Saint Maries spécialiste de la conception et de la mise au point des moteurs-fusées au sein de la société SpaceX. Après un début de carrière chez le motoriste TRW, il est devenu responsable du développement des moteurs-fusées Merlin.

## Biographie
Il a été ingénieur chez TRW (Thompson Ramo Wooldridge Inc) et travaillait sur les moteurs-fusées (TR-106 (en) et TR-107 (en)) du programme Space Launch Initiative (en). TRW a été rachetée par la suite par Northrop Grumman. La présence d'ingénieurs de Northrop Grumman au sein de SpaceX a fait l'objet de démarche juridique contre SpaceX. De nombreux ingénieurs de TRW sont embauchés par la concurrence (comme par exemple John Vilja ou Linda Cova chez Blue Origin).
Il a été pendant 18 ans le directeur de la technologie de la branche Propulsion de SpaceX à l'origine de la conception des  moteurs-fusées Merlin (1A, 1B, 1C, 1C Vacuum, 1D, 1D+) utilisés par les lanceurs Falcon 1, Falcon 5, Falcon 9 et Falcon Heavy.  
Tom Mueller a dit a propos de SpaceX que : « Lorsque nous avons créé SpaceX en 2002, je me suis retrouvé face à la tâche d'ingénierie la plus ardue de ma vie. En tant que vice-président de la propulsion, j'avais la responsabilité de développer le moteur-fusée Merlin à partir d'une feuille blanche. Les moteurs-fusées de classe Booster représentent un problème d'ingénierie si intense que beaucoup pensaient que seuls les gouvernements pouvaient les développer. Ils ont la plus haute densité d'énergie de toutes les machines développées par l'homme, libérant des milliards de watts d'énergie thermique dans une petite chambre de combustion à haute pression. Tout ce que j'ai appris en ingénierie s'applique : la dynamique des fluides, la thermodynamique, la chimie, la dynamique et les vibrations, les contraintes et les déformations, les matériaux et la métallurgie, les systèmes électriques, le transfert de chaleur et la conception mécanique. ». 
Les 9 moteurs Merlin 1D de la Falcon 9 (538 tonnes) représentent un coût de 27 millions de dollars (3x9) comparé au 120 millions de dollars (40x3) des 3 moteurs RS-25 (SSME) qui équipaient la navette spatiale américaine (2000 tonnes).  
Les moteurs Merlin ont permis à SpaceX d'être indépendant des moteurs russes comme les RD-180 qu'utilise le lanceur Atlas V de United Launch Alliance. Les moteurs RD-180 seront remplacés par les moteurs BE-4 de Blue Origin dans les prochaines fusées Vulcan.    
SpaceX (Merlin), Rocketdyne (RS-25), Blue Origin (BE-4), Firefly Aerospace, ABL Space System (RS1) sont les seules entreprises américaines fabriquant des moteurs-fusées américains.
Il a créé sa société Impulse Space en 2021 qui développe des moteurs-fusées qui seront utilisables sur des étages supérieurs de fusée et des remorqueurs spatiaux.